# Robert Desmond Meikle
Robert Desmond Meikle (n. 1923) es un botánico y explorador norirlandés. Es miembro del equipo científico del Real Jardín Botánico de Kew. Se convirtió en muy conocido por su trabajo, Flora de Chipre (en dos volúmenes: de 1977 y de 1985, 1.136 pp.) la primera contribución completa sobre los taxones de plantas, casi desde 1750, de Chipre.
Otras obras incluyen partes de la enciclopedia Flora Europaea, Willows and Poplars of Great Britain and Ireland de 1984, y Garden Plants, de 1963. Ha escrito artículos para la Irish Naturalists' Journal, desde 1940: y es editor del índice Proyecto de abreviaturas de autores compilados en el Herbario del Real Jardín Botánico de Kew, a partir de 1980.

## Algunas publicaciones
- elektra Megaw, robert d. Meikle. 1990. Wild flowers of Cyprus. Editor Bank of Cyprus Cultural Foundation

- r.k. Brummitt, r.d. Meikle, j. McNeill. 1981. Proposal to the Sydney Congress for a further change to I.C.B.N. Art. 8. 1 pp.

- doris e. Saunders, robert d. Meikle, c. Grey-Wilson, roy c. Elliott. 1973. Cyclamen: a gardener's guide to the genus. Alpine Garden Society guide. 2.ª edición ilustrada, revisada de Alpine Garden Society, 49 pp.

- robert d. Meikle. 1964. Garden flowers. Volumen 6 de The Kew series. Editor Eyre & Spottiswoode, 479 pp.

- sydney gerald Harrison, robert d. Meikle. 1960. Garden shrubs and trees. Volumen 4 de Kew series. Editor Eyre and Spottiswoode, 318 pp.

- robert d. Meikle. 1958a. The Kew series. Editor Eyre and Spottiswoode

- -------------------------. 1958b. British trees and shrubs. Volumen 2 de Kew series. Editor Eyre and Spottiswoode, 244 pp.

- -------------------------. 1954. A Survey of the Flora of Chios. Nº 1 de Kew Bulletin. 116 pp.

- -------------------------, j.t. Baldwin (jr.) 1952. Eriocaulaceae and Xyridaceae in Liberia. Edición reimpresa

- La abreviatura «Meikle» se emplea para indicar a Robert Desmond Meikle como autoridad en la descripción y clasificación científica de los vegetales.[2]

## Fuente
- r. Desmond. 1994. Dictionary of British & Irish Botanists & Horticulturists includins Plant Collectors, Flower Painters & Garden Designers. Taylor & Francis y Museo de Historia Natural, Londres